# Ceramica selgiuchide

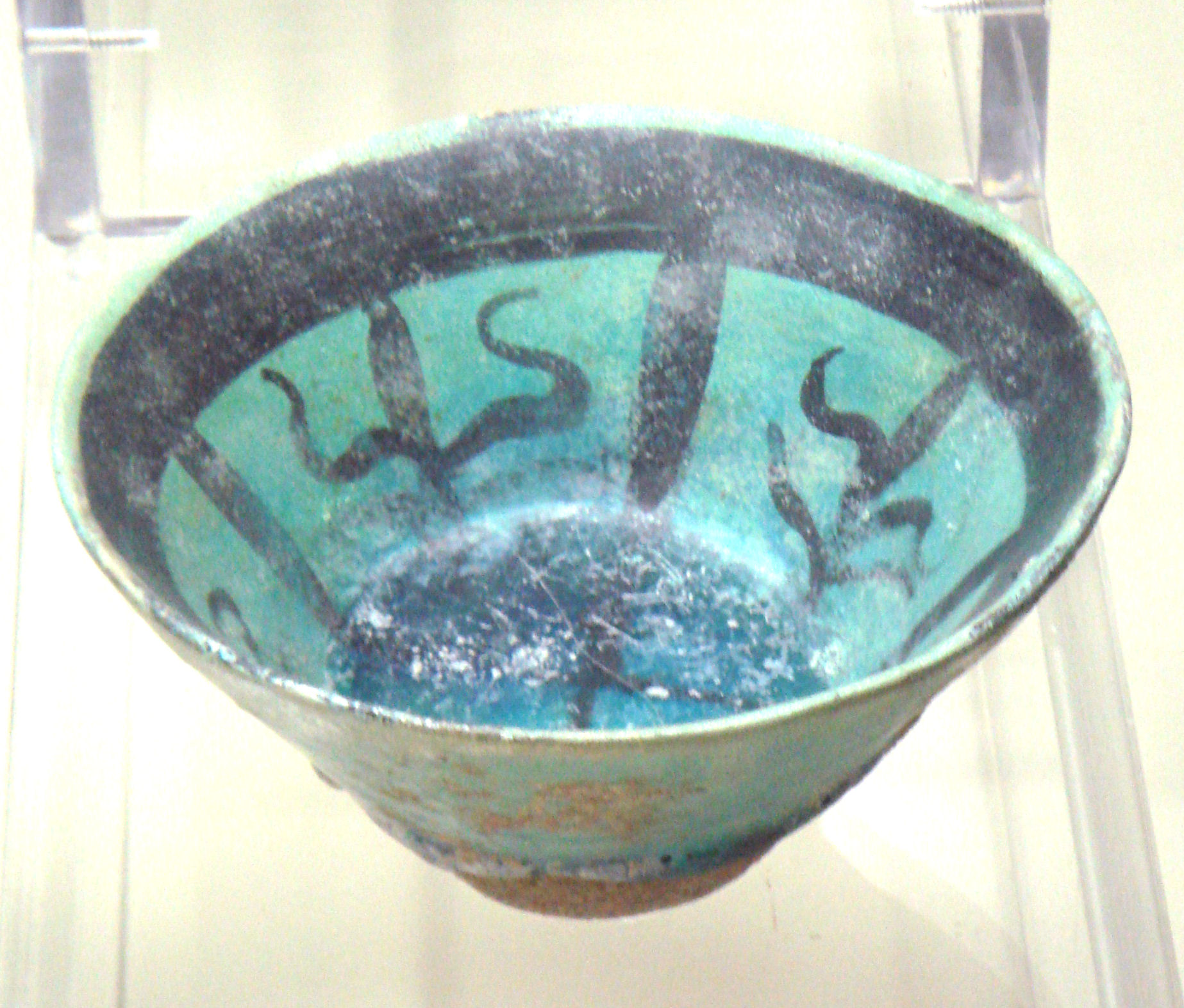
Manufatto del periodo Iran-Selgiuchide, XIII secolo.

La ceramica selgiughide è stata prodotta durante l'Impero selgiuchide. Con la fine dello stesso, nel XIV secolo, l'Impero ottomano ne ereditò alcune delle tradizioni, specialmente ai primi tempi delle manifatture di Iznik.
Sono riconosciute come ceramiche selgiuchidi quelle fabbricate secondo la tecnica Minai. Questa tecnica era basata sull'uso di sette colori, con il blu, verde e turchese, applicati sotto uno smalto trasparente e cotti in forno. Altri colori come giallo, rosso, bianco, nero e talvolta oro, venivano applicati dopo la prima cottura e sullo smalto, per essere poi nuovamente messi in forno a temperature più basse.

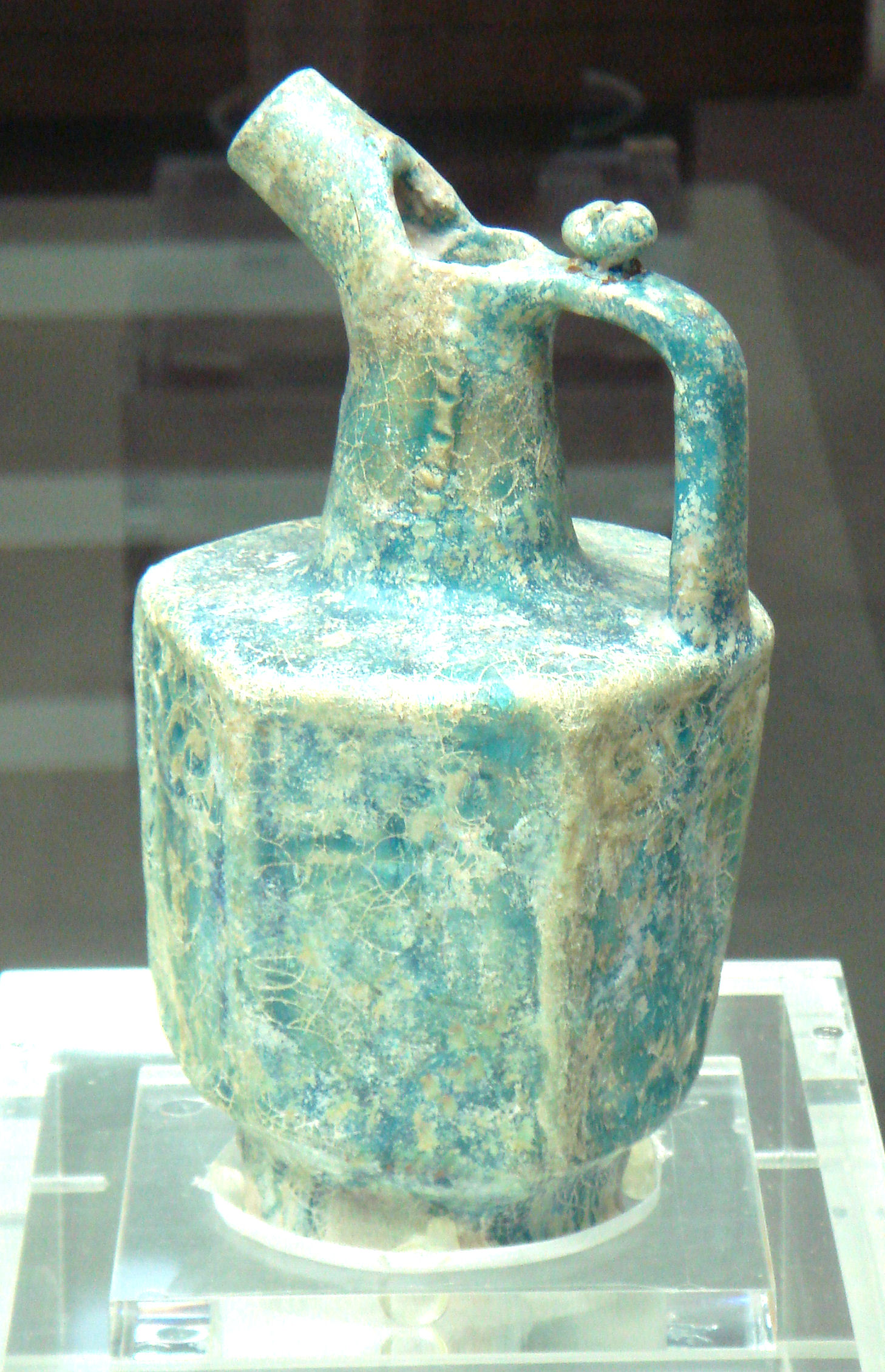
Brocca, Iran, periodo selgiuchide, XII secolo.
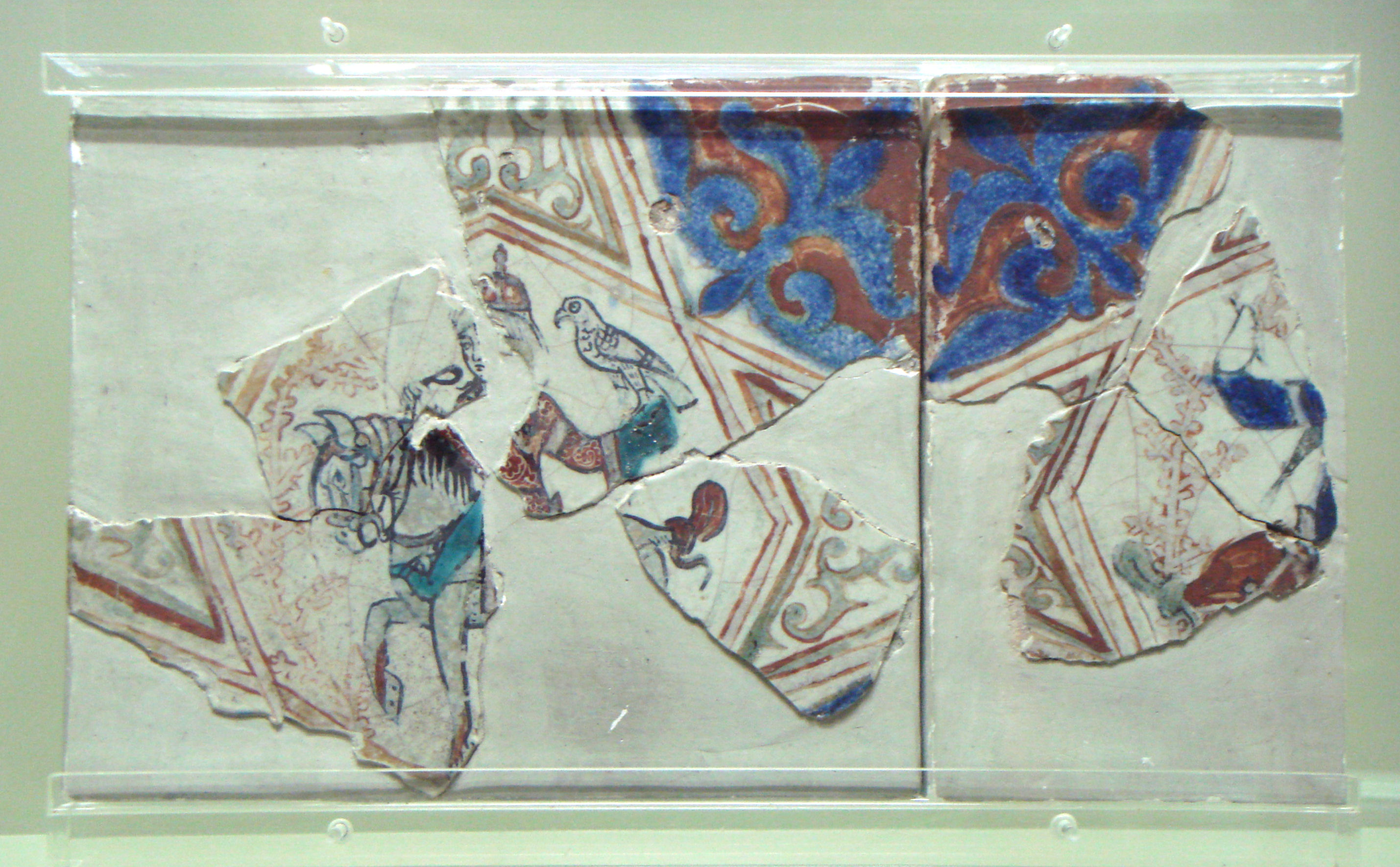
Manufatto anatolico-selgiuchide, Konya, seconda metà del XII secolo.